# Commonwealth Aircraft Corporation

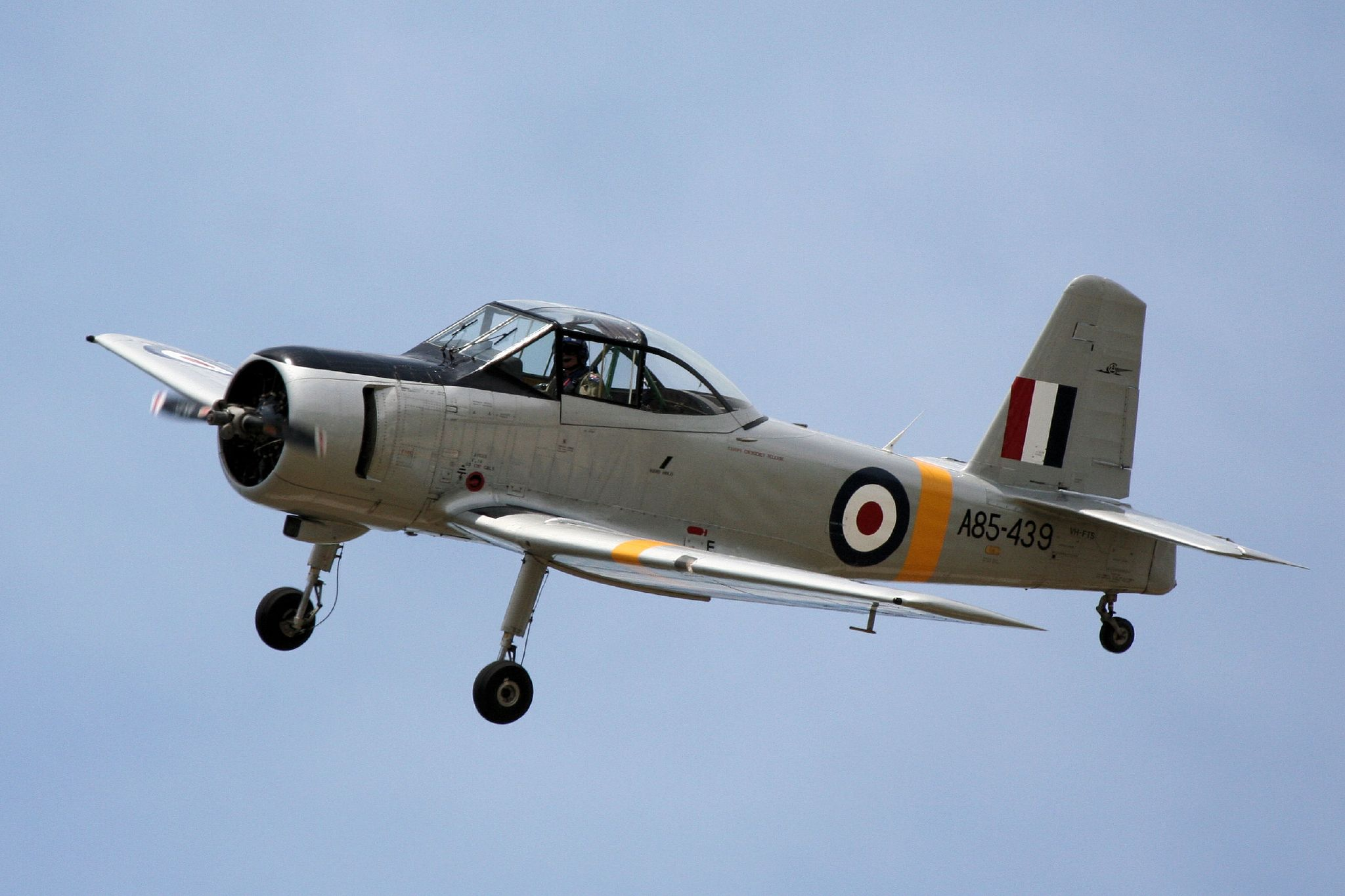
Samolot treningowy CAC Winjeel

Commonwealth Aircraft Corporation (CAC) – australijskie przedsiębiorstwo produkujące samoloty działające w latach 1936–2000. 

## Historia
Założony został przez rząd australijski w 1936 w celu produkcji własnych samolotów wojskowych. Początkowo fabryka zajmowała się produkowaniem maszyn według zagranicznych  projektów. W okresie II wojny światowej oraz krótko po niej zakład stworzył kilka własnych konstrukcji. W 1985 CAC zostało w pełni przejęte przez Hawker de Havilland i rok później nazwa CAC została zmieniona na Hawker de Havilland Victoria Limited. W 2000 firma została kupiona przez Boeing Australia.